# ホスホグルコキナーゼ
ホスホグルコキナーゼ(Phosphoglucokinase、EC 2.7.1.10)は、以下の化学反応を触媒する酵素である。
ATP + α-D-グルコース-1-リン酸 {\displaystyle \rightleftharpoons } ADP + α-D-グルコース-1,6-ビスリン酸
従って、この酵素の基質はATP、α-D-グルコース-1-リン酸の2つ、生成物はADP、α-D-グルコース-1,6-ビスリン酸の2つである。
この酵素は転移酵素、特にアルコールを受容体とするホスホトランスフェラーゼに分類される。この酵素の系統名は、ATP:α-D-グルコース-1-リン酸 6-ホスホトランスフェラーゼ(ATP:alpha-D-glucose-1-phosphate 6-phosphotransferase)である。この酵素は、デンプンとスクロースの代謝に関与している。